# 久々野町立大西小学校
久々野町立大西小学校 （くぐのちょうりつ おおにししょうがっこう）は、かつて岐阜県大野郡久々野町（現・高山市）に存在した公立小学校。

## 概要
- 大野郡久々野町の北部の小学校であり、大西、久須母、柳島、小屋名、辻が校区であった。1972年、久々野小学校に統合され廃校。
- 建物は取り壊されており、跡地は大西体育館、大西ふれあいセンターとなっている。

## 沿革
- 1873年（明治6年） - 益田郡大西村に大西学校が開校。久須母村、大西村、柳島村、小屋名村、辻村が校区。
- 1873年（明治7年） - 小屋名村が離脱し、甲学校[注釈 3]に移る。
- 1875年（明治8年） - 
  - 久須母村、大西村、柳島村、小屋名村、辻村、小谷村、甲村、見座村、立岩村、小瀬村、万石村、上ヶ見村、寺沢村、大広村、黒川村、浅井村、青屋村、寺附村、小瀬ヶ洞村、黍生谷村、一之宿村、桑之島村、宮之前村、西洞村、胡桃島村が合併し、朝日村が発足。
  - 小屋名組が大西学校校区に戻る。
- 1887年（明治20年） - 大西簡易科小学校に改称する。
- 1888年（明治21年） - 大西尋常小学校に改称する。
- 1889年（明治22年）7月1日 - 益田郡朝日村の一部（久須母組・大西組・柳島組・小屋名組・辻組）が大野郡久々野村に編入される。大西尋常小学校は久々野村の学校となる。
- 1941年（昭和16年）4月1日 - 大西国民学校に改称する。
- 1947年（昭和22年）4月1日 - 久々野村立大西小学校に改称する。大西中学校を併設。
- 1951年（昭和26年）4月1日 - 久々野村が町制施行し、久々野町となる。同時に久々野町立大西小学校に改称する。
- 1960年（昭和35年）3月 - 町内の中学校の統合により大西中学校が廃校。久々野中学校大西分教場を併設する。
- 1962年（昭和37年）3月 - 久々野中学校大西分教場を廃止。大西小学校は単独校となる。
- 1972年（昭和47年）
  - 3月3日 - 閉校式。
  - 3月31日 - 久々野小学校に統合され廃校。